# Cielke Sijben
Cielke Sijben (Blerick, 16 augustus 1984) is een voormalig Nederlandse radio-dj en sidekick voor AVROTROS op NPO Radio 2.
Sijben begon haar radiocarrière tijdens haar middelbareschooltijd bij Omroep Venlo. Via het opleidingstraject van BNN belandde ze bij That's Live op NPO 3FM. Ook werkte ze daar mee aan programma's als BNN United, 101 TV en de ochtendshow GI:EL van Giel Beelen.
Vanaf maandag 2 januari 2017 was Sijben wekelijks te horen met haar eigen programma Cielke in de nacht van donderdag op vrijdag op NPO Radio 2. Ook was zij tot begin november 2020 vijf dagen per week een van de twee sidekicks van Ruud de Wild in zijn programma De Wild in de Middag.
Sinds maandag 4 januari 2021 was ze sidekick van Paul Rabbering in het radioprogramma Rabbering Laat op NPO Radio 2. Op 29 maart 2021 maakte NPO Radio 2 de nieuwe middagprogrammering bekend, die per 10 mei 2021 van start ging.
Vanaf 14 mei 2021 was Sijben sidekick van Paul Rabbering in het programma de VrijZaZo Show op vrijdag, zaterdag en zondag van 14:00 tot 16:00 uur. In september 2021 werd de vernieuwde NPO Radio 2 programmering voor het weekeinde bekendgemaakt. Deze startte vrijdag 8 oktober 2021 en hierin was voor Cielke Sijben geen plek meer omdat Rabbering zich in zijn programma meer op muziek ging richten. De allerlaatste uitzending van de VrijZaZo Show werd op zondag 3 oktober 2021 uitgezonden.
Sijben behoorde tijdens de negentiende editie van de NPO Radio 2 Top 2000 in 2017 tot het dj-team. Ook in 2018 en 2019 was zij tijdens de NPO Radio 2 Top 2000 te horen als sidekick van Ruud de Wild.

### Bestseller 60
| Boeken met noteringen in de Nederlandse Bestseller 60 | Jaar van verschijnen | Datum van binnenkomst | Hoogste positie | Aantal weken | Opmerkingen                          |
| ----------------------------------------------------- | -------------------- | --------------------- | --------------- | ------------ | ------------------------------------ |
| Alles over Ayurveda kookboek                          | 2025                 | 28-05-2025            | 41              | 1            | in samenwerking met Marleen Dijkhoff |

Huidige: · Annemieke Schollaardt · Bart Arens · Carolien Borgers · Evelien de Bruijn · Corné Klijn · Daniël Lippens · Desiree van der Heiden · Dolf Jansen · Eddy Keur · Emmely de Wilt · Evert Duipmans · Jan-Willem Roodbeen · Jeroen Kijk in de Vegte · Jeroen van Inkel · Leo Blokhuis · Martine ten Klooster · Morad El Ouakili · Paul Rabbering · Ruud de Wild · Shay Kreuger ·Tannaz Hajeby · Thomas Hekker · Willemijn Veenhoven
Voormalige: Alfred van de Wege · Andrew Makkinga · Bert Haandrikman · Bert Kranenbarg · Cees van Zijtveld · Cielke Sijben · Daniël Dekker · Edwin Diergaarde · Felix Meurders · Ferry Maat · Frank du Mosch · Frits Sissing · Frits Spits · Gerard Ekdom · Giel Beelen · Gijs Staverman · Hans Schiffers · Henk van Steeg · Jan Paul Grootentraast · Jasper de Vries · Jeanne Kooijmans · Jeroen Mulder · Jetske van Staa · Jurgen van den Berg · Karel van Cooten · Kasper Kooij · Kimberley Dekker · Malou Holshuijsen · Marc Adriani · Marisa Heutink · Mart Smeets · Miranda van Holland · One'sy Muller · Peter Schuiten · Peter van Bruggen · Rick van Velthuysen · Rob Stenders · Roeland van Zeijst · Ron Stoeltie · Rutger Radstaake · Ruud Hermans · Sander de Heer · Sander Guis · Sara Kroos · Simone Walraven · Ted de Braak · Thijs Maalderink · Thomas van Vliet · Timur Perlin · Toine van Peperstraten · Tom Mulder · Will Luikinga · Yora Rienstra· Wouter van der Goes· Frank van 't Hof · Stefan Stasse  ·